# カシム・ブルハン
カシム・アブドゥルハメド・ブルハン（Qasem Abdulhamed Burhan (アラビア語: قاسم برهان、1985年12月15日 - ）は、セネガル・ダカール出身でカタールに帰化した同国代表サッカー選手。ポジションはゴールキーパー。カタール・スターズリーグ・アル・ガラファ所属。
カシム・ブルハシやカスィーム・ブルハーンと表記されることもある。

## 来歴
2009年から代表に招集されている。長い手足が特徴で、サッカー日本代表を苦しめた選手。もともとはセネガルのダカール出身でカタール人に帰化した人物。

### 代表
2009年からカタール代表に選出されている。